# Cornutispora
Cornutispora Piroz. (kornutispora) – rodzaj grzybów z gromady workowców (Ascomycota). Anamorfa Pezizomycotina.

## Systematyka i nazewnictwo
Pozycja w klasyfikacji według Index Fungorum: Incertae sedis, Incertae sedis, Incertae sedis, Incertae sedis, Pezizomycotina, Ascomycota, Fungi.
Takson o bliżej nieokreślonej systematyce. Utworzył go w 1973 r. Kris A. Pirozynski.
Nazwa polska według W. Fałtynowicza.
Gatunki występujące w Polsce:
- Cornutispora ciliata Kalb 1993
- Cornutispora herteliana Knoph 2004
- Cornutispora intermedia Punith. & D. Hawksw. 2003
- Cornutispora lichenicola D. Hawksw. & B. Sutton 1976 – kornutispora porościakowa
- Cornutispora limaciformis Piroz. 1973
- Cornutispora pittii D. Hawksw. & Punith. 2003
- Cornutispora pyramidalis Etayo 2010
- Cornutispora triangularis Diederich & Etayo 1995

Nazwy naukowe na podstawie Index Fungorum. Nazwy polskie według W. Fałtynowicza.